# Пиментель
Об испанских герцогах см. Пиментели
Пиментель (итал. Pimentel) — коммуна в Италии, располагается в регионе Сардиния, в провинции Кальяри.
Население составляет 1238 человек (2008 г.), плотность населения составляет 83 чел./км². Занимает площадь 15 км². Почтовый индекс — 9020. Телефонный код — 070.
Покровительницей коммуны почитается Пресвятая Богородица, празднование 16 июля.

## Демография
Динамика населения:

## Администрация коммуны
- Официальный сайт: http://www.comunepimentel.it/ Архивная копия от 4 октября 2009 на Wayback Machine